# Bailout at 43,000
Bailout at 43,000 é um filme de drama estadunidense dirigido por Francis D. Lyon e estrelado por John Payne, Karen Steele, Paul Kelly, Richard Eyer, Constance Ford e Eddie Firestone. O filme foi lançado em 1º de maio de 1957, pela United Artists.

## Elenco
- John Payne como Major Paul Peterson
- Karen Steele como Carol Peterson
- Paul Kelly como Coronel Hughes
- Richard Eyer como Kit Peterson
- Constance Ford como Sra. Frances Nolan
- Eddie Firestone como Capitão Mike Cavallero
- Adam Kennedy como Tenente Ed Simmons
- Gregory Gaye como Dr. Franz Gruener
- Steven Ritch como Major Irv Goldman
- Richard Crane como Capitão Jack Nolan

## Recepção
O New York Times o chamou de "filme tedioso".